# Virginia Slims of New Orleans 1985
Virginia Slims of New Orleans 1985 — жіночий тенісний турнір, що проходив на закритих кортах з килимовим покриттям UNO Lakefront Arena в Новому Орлеані (США). Належав до турнірів 3-ї категорії в рамках Світової чемпіонської серії Вірджинії Слімс 1985. Турнір відбувся вдруге і тривав з 23 вересня до 29 вересня 1985 року. Перша сіяна Кріс Еверт-Ллойд здобула титул в одиночному розряді.

## Фінальна частина

### Одиночний розряд
Кріс Еверт-Ллойд —  Пем Шрайвер 6–4, 7–5
- Для Еверт-Ллойд це був 8-й титул в одиночному розряді за сезон і 140-й — за кар'єру.

### Парний розряд
Кріс Еверт-Ллойд /  Венді Тернбулл —  Мері-Лу П'ятек /  Енн Вайт 6–1, 6–2